# اولو رایو
اولو رایو (استونیایی: Olev Raju؛ زادهٔ ۱۴ ژانویهٔ ۱۹۴۸) اقتصاددان، سیاستمدار و نماینده سابق مجلس اهل استونی است.